# گالف (کارولینای شمالی)
گالف (به انگلیسی: Gulf) شهری در ایالت کارولینای شمالی کشور ایالات متحده آمریکا است که جمعیت آن در سرشماری سال ۲۰۱۰ میلادی، ۱۴۴ نفر بوده‌است.